# Sandymount
Sandymount (en irlandés: Dumhach Thrá) es una villa/suburbio costero en el distrito de Dublín 4 en Irlanda. Nombres antiguos del área fueron Brickfield Town y Scallet Hill, un criadero de conejos.
El área está limitada en los lados de Strand Road y Beach Road por el mar en Sandymount Strand y Merrion Strand. Al norte está Irishtown de camino a Ringsend, y al oeste, Ballsbridge. Sandymount Green es un parque triangular en el centro de la villa.
La iglesia Católica en Sandymouth está dedicada a Nuestra Señora Estrella del Mar. Christ Church, en el Green es una congregación unida Metodista y Presbiteriana, que asigna un ministro de cada denominación alternativamente. El asilo Mount Tabor comparte el terreno con la iglesia.
El supermercado ahora operado por Tesco Irlanda era parte de la cadena Quinnsworth, y antes era H. Williams. "Mapother" en el parque era un agente de periódicos, y era "The Gem". En la esquina opuesta a Ryan's pub, estaba la tienda de Bracken que se quemó. Hoy, muchos de los negocios familiares han dejado la villa. Las franquicias como Tesco, Xtra Vision y Spar han hecho sentir su presencia pero el sentimiento de la villa es de pequeños dueños operando sus negocios. La villa contiene casi todas las tiendas que uno podría necesitar; carnicero, zapatero, cafés, barbero, galerías de arte, oficina postal, ropa y zapatos, librerías, farmacias, etc. En la villa hay dos pubs, y varios restaurantes o cafés; incluidos Dunne and Crecenzi, Mario's, Itsa4, Brown's y Cafe Java.
Sandymount tiene una estación del sistema de ferrocarril eléctrico suburbano DART
Sandymount y Sandymount Strand aparecen prominenetemente en varios episodios del Ulises de James Joyce.
Sandymount es el lugar de nacimiento del poeta W.B. Yeats.
El Marian College y la antigua Sandymount High School estaban a una corta distancia de la villa de Sandymouth.

## Galería

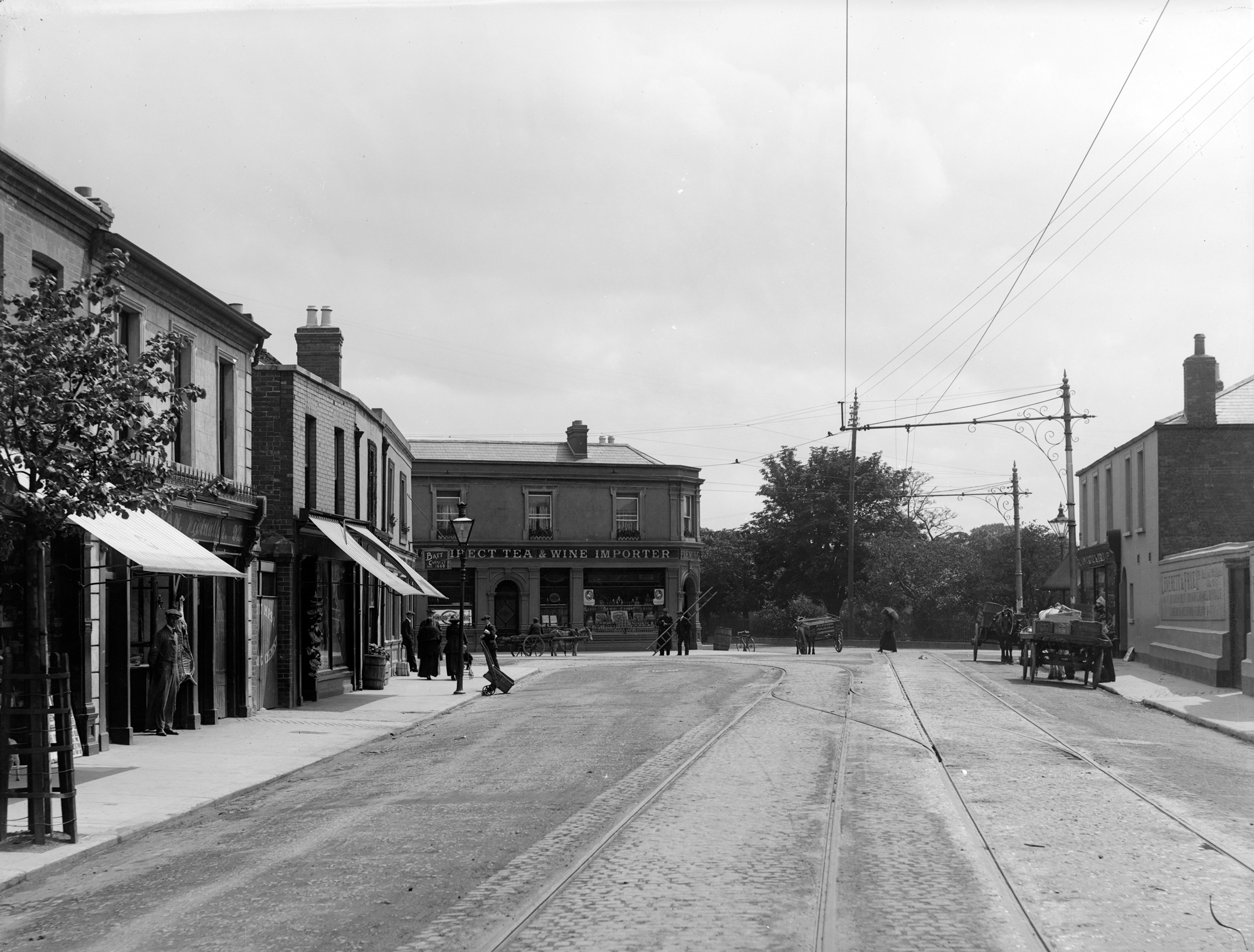
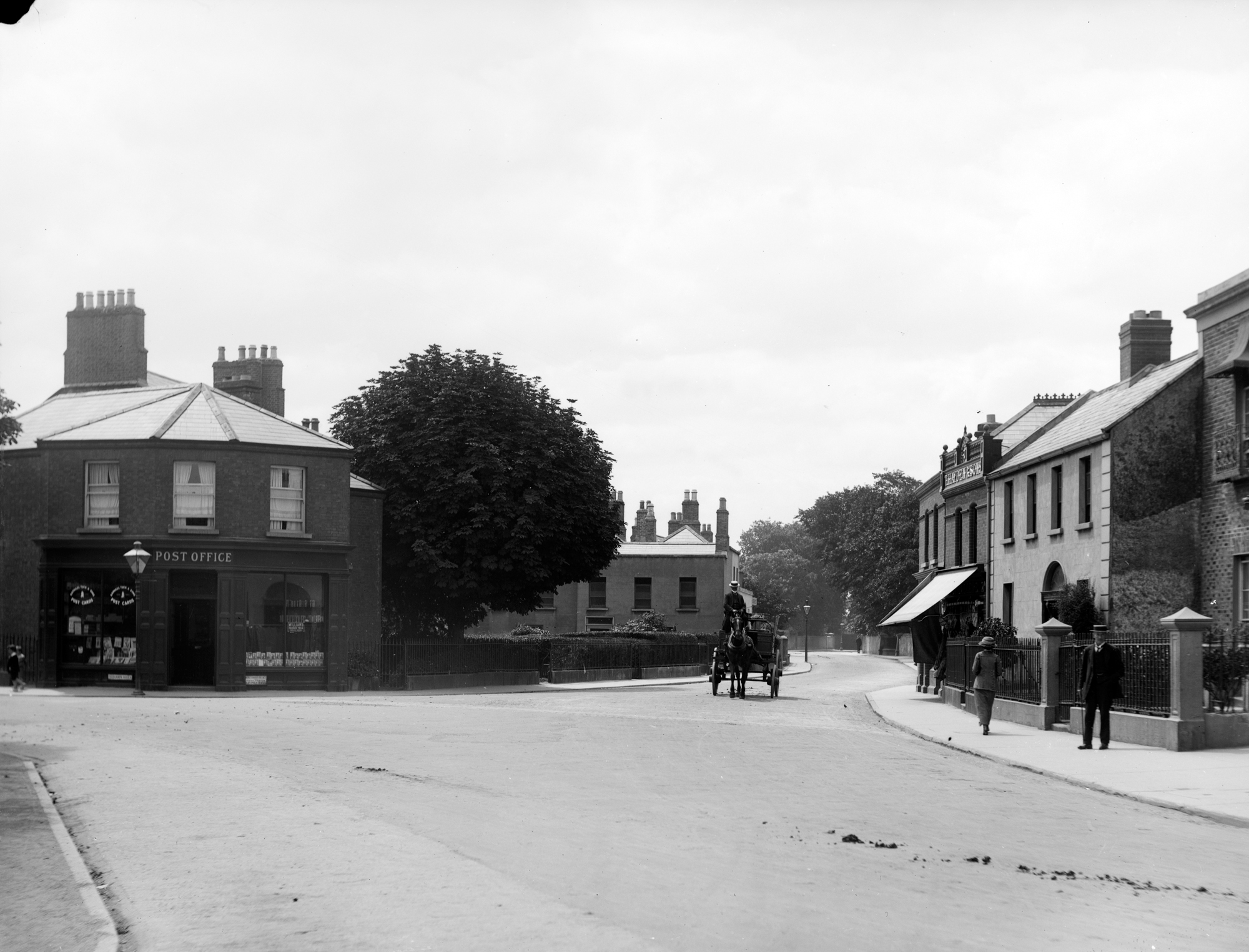
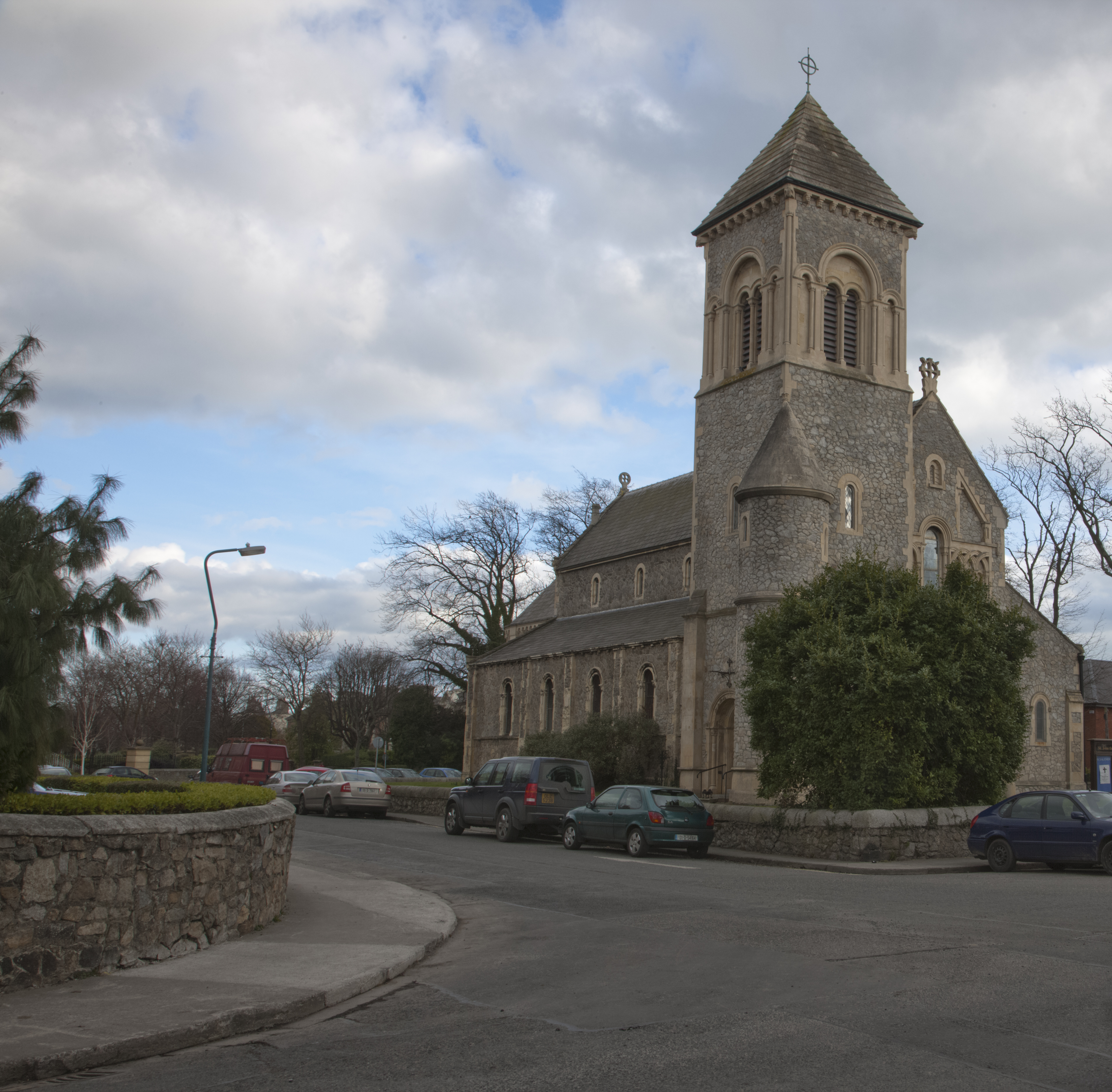
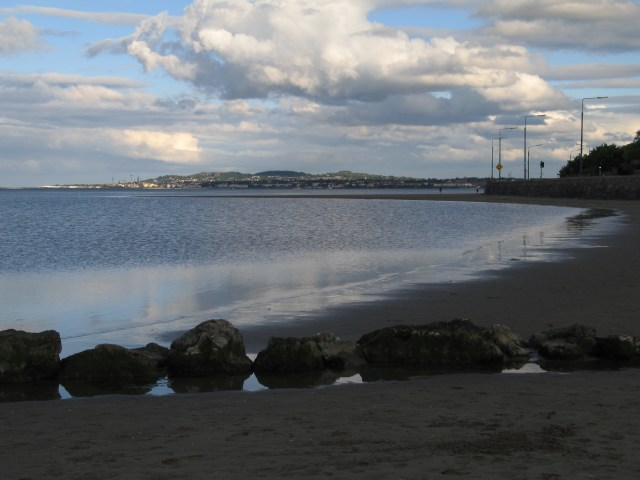
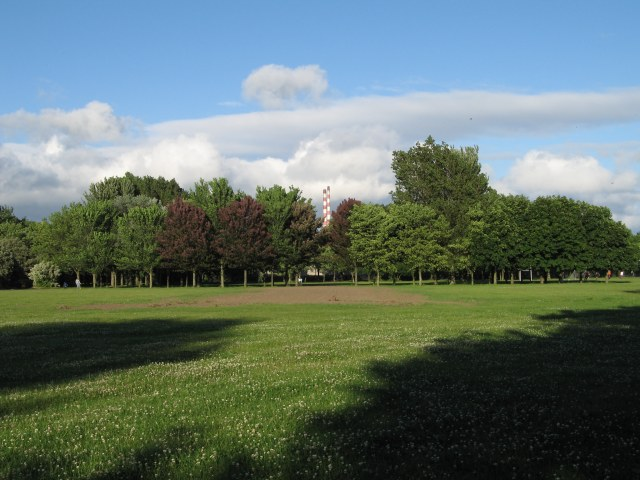
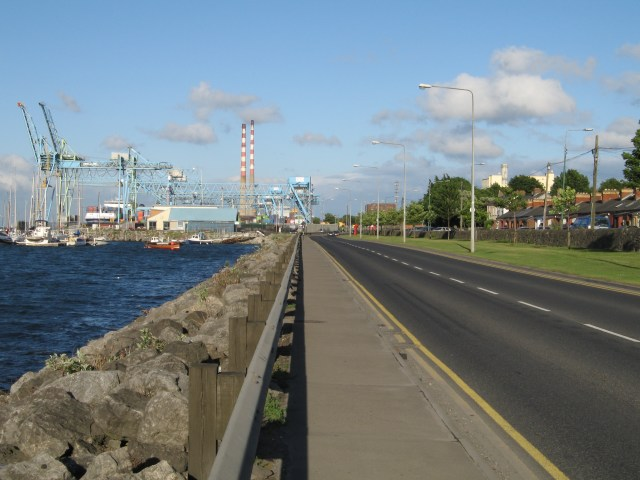
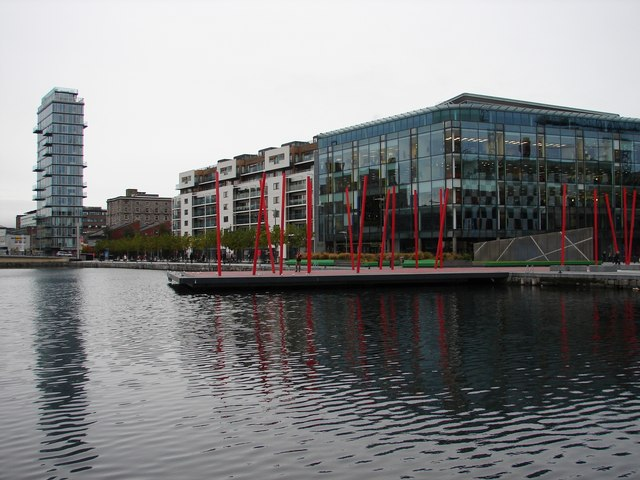
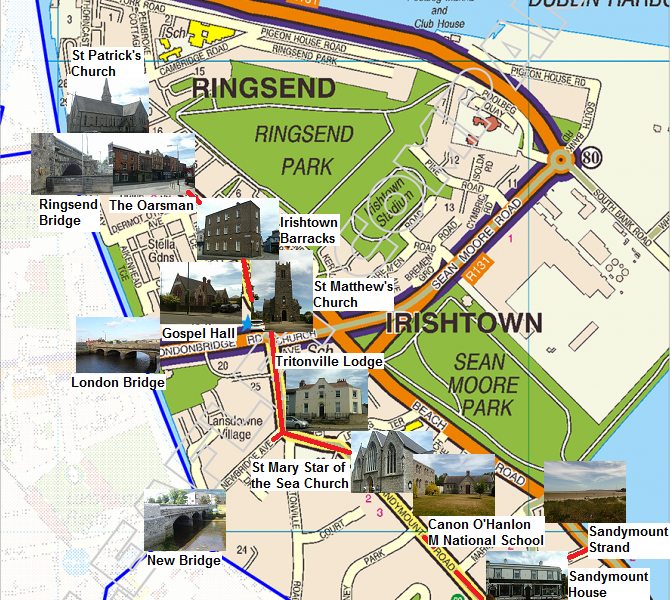

## Representantes Locales

### TDs
- Ruairi Quinn
- Eoin Ryan
- John Gormley
- Michael McDowell

### Consejeros de la Ciudad de Dublín
- Dermot Lacey
- Wendy Hederman
- Lucinda Creighton

## Personas destacadas
- William Butler Yeats, poeta.
- John S. Beckett (1927–2007), músico, compositor y conductor.
- Bryan Dobson (1960), newscaster.
- Shay Healy (1943), escritor & broadcaster.
- Valentin Iremonger (1918–1991), poeta y diplomático.
- Annie P. Smithson (1873–1948), novelista.